# Ciboria cistophila
Ciboria cistophila är en svampart som beskrevs av R. Galán, Raitv. & J.T. Palmer 1996. Ciboria cistophila ingår i släktet Ciboria och familjen Sclerotiniaceae.   Inga underarter finns listade i Catalogue of Life.